# Widawa (Powiat Łaski)
Widawa (deutsch Widawa, 1943–1945 Wiedenbruch) ist ein Dorf und Sitz der gleichnamigen Gemeinde im Powiat Łaski der Woiwodschaft Łódź, Polen.

## Verkehr
Der Bahnhof Chociw Łaski, bis 1966 nach Widawa selbst benannt, an der Bahnstrecke Chorzów–Tczew liegt im Gemeindegebiet.

## Gemeinde
Zur Landgemeinde Widawa gehören folgende Ortschaften mit einem Schulzenamt.